# Work It Out (Lucy Rose)
Work It Out is het tweede album van de Britse singer-songwriter Lucy Rose. Het is de opvolger van haar debuut Like I Used To.

## Geschiedenis
Het album haalde de 29ste plaats op de Britse hitlijst van iTunes, in België en Nederland wist het album geen hitnotering te bereiken. In eerste instantie zou de titel van elk nummer de naam van een stad hebben als een verwijzing naar de plaats waar het idee voor het nummer zou zijn ontstaan. Maar dit idee werd uiteindelijk niet doorgevoerd, wel behielden twee nummers hun oorspronkelijke naam, Köln en Nebreska.

## Lijst van liedjes
| 1.                 | For You             | 3:18 |
| 2.                 | Our Eyes            | 3:13 |
| 3.                 | Like An Arrow       | 3:27 |
| 4.                 | Nebreska            | 4:04 |
| 5.                 | Köln                | 3:21 |
| 6.                 | Shelter             | 4:03 |
| 7.                 | My Life             | 4:25 |
| 8.                 | Fly High(Interlude) | 1:25 |
| 9.                 | Till The End        | 3:25 |
| 10.                | Cover Up            | 3:26 |
| 11.                | She'll Move         | 3:48 |
| 12.                | Work It Out         | 3:21 |
| 13.                | Into The Wild       | 3:07 |
| Totale duur: 40:09 |                     |      |

## Medewerkers
- Coproducer: Lucy Rose
- Ontwerp en lay-out: Lucy Rose, Richard Andrews
- Mastering: Mazed Muras
- Producer, mixer: Rich Cooper
- Componist: Lucy Rose, Alex Eichenberger
- Fotografie: Daniel Alexander Harris

### Muzikanten
- Lucy Rose
- Alex Eichenberger
- Rich Cooper
- Hellen Sanders-Hewet
- Michael Christopher Reed
- Rebecca Gardiner
- Johnny Seymour
- Björn Ågren
- Ben Mclusky
- Emily Wood
- Jack Page
- Ben Burrows
- David Gledhill
- Simba Bhebhe
- Sam Brooks

### Locatie
- Opname: Snap Studios, Miloco The Square, Studio 21
- Mixing: Snap Studios, Strongrooms
- Mastering: Metropolis Mastering